# 长剑-100
长剑-100（英文：CJ-100或DF-100；北约代号：CH-SSC-13 Splinter）是中国人民解放军火箭军最新装备的长剑系列超音速巡航导弹，为中国第三代巡航导弹。長劍-100在2019年庆祝中华人民共和国成立70周年大会大閱兵中第一次亮相。與東風-21D反艦彈道導彈同屬远程反舰导弹主力下的競爭關係，在東風-21和東風-26發展顺利下逐漸退居二线，2020年代開始基本停產。

## 概述
长剑-100是中国自行研发的新一代陆基超音速巡航导弹，其突防能力强、命中精度高、反应速度快，是火箭军精打要害、克敌制胜的“杀手锏”装备不僅可以攻擊地面和半地下固定目標，也可以攻擊航母等海上大型慢速運動目標，實現對預定目標之米級命中精度。
長劍-100採用慣性制導、地形匹配制導、景象匹配制導、衛星定位導航等組成之複合制導系統，飛行線路是3萬米以上高空之稀薄空氣層，即臨近空間飛行，全程超音速突防，速度高達4馬赫，是世界上唯一全阶段超音速的巡航导弹。
2024年11月，在已经结束的珠海航展上，东风-100（也可以叫长剑-100）基础数据终于公开：是一型最大飞行速度可达4马赫，最大射程在3000-4000公里的巡航导弹。